# Sestav šestih kock z vrtilno svobodo
Sestav šestih kock z vrtilno svobodo je v geometriji sestav uniformnih poliedrov, ki je sestavljen iz šestih kock, ki se obravnavajo kot kvadri. Lahko ga naredimo z dodajanjem šestih enakih kock. Te potem v parih zavrtimo okoli treh osi, ki tečejo skozi središča dveh nasprotnih si kubičnih stranskih ploskev. Vsako kocko v paru še zavrtimo za enak in nasproten kot θ.
Kadar je θ=0 je vseh šest kock na istem mestu. Ko je θ=45º, so kocke na istem mestu v parih. To nam da dve kopiji sestava treh kock.
Sklic v preglednici na desni se nanaša na seznam sestavov uniformnih poliedrov.

## Kartezične koordinate
Kartezične koordinate oglišč tega telesa so vse permutacije vrednosti:
(±(cosθ+sinθ), ±(cosθ−sinθ), ±1)

## Vir
- Skilling, John (1976), »Uniform Compounds of Uniform Polyhedra«, Mathematical Proceedings of the Cambridge Philosophical Society, 79: 447–457, doi:10.1017/S0305004100052440, MR 0397554.